# ヘウニ
 ヘウニ（혜은이、本名:金承珠、キム・スンジュ、1956年9月23日 - ）は、大韓民国の女性歌手。美貌と歌唱力に恵まれ、1970年代後半から80年代前半にかけて絶大な人気を誇った。代表曲は「カムスグァン」「第三漢江橋」など。チルソンサイダー、ロッテバターココナッツなどCMソングも数多く歌った。

## 略歴
済州道済州市で楽浪区域出身の弁士金星擇（キム・ソンテク）と楽劇団員ジョン・スンシルの娘として生まれ、幼少期に大田市に移住する。
父が主催する「楽浪楽劇団」で少女歌手として活動。事業の失敗で家計が傾き、高校卒業後に歌手活動を始める。
1975年に「あなたは知らないの（당신은 모르실 거야）」で正式に歌手デビューし、一躍トップスターとなる。その後もヒット曲を連発した。また、キム・ヨンホ率いる楽劇団「AAA」専属歌手としても活動した。
1977年、ヤマハ主催世界歌謡祭に出場し、「あなただけを愛して」の歌唱で予選を勝ち抜いた。
1984年、実業家と結婚。5年後に離婚し、娘とも別離した。
1990年、キム・ドンヒョン (俳優)と再婚。夫が映画製作事業で被った借金の返済に追われたため、第一線から退く。第2子（息子）が誕生。2020年に30年連れ添ったキム・ドンヒョンと離婚した。

## 主な楽曲
- 「あなたは知らないの（당신은 모르실 거야）」1975年、作詞・作曲:吉屋潤 ※2001年にアイドルグループのピンクルがカバー。
- 「カムスグァン（감수광）（カンスガンと表記することがある[12]）」1977年、作詞・作曲:吉屋潤 ※済州方言で「行きますか？」を意味する。2014年に済州山地川噴水広場に歌碑が建立された[13]。
- 「あなただけを愛して（당신만을 사랑해）」1977年、作詞・作曲:吉屋潤
- 「本当に本当に好きよ（진짜 진짜 좋아해）」1977年、作詞:文如松、作曲:吉屋潤
- 「ティティパンパン（뛰뛰빵빵）」1977年、作詞・作曲:吉屋潤
- 「第三漢江橋（제3한강교）」1979年、作詞・作曲:吉屋潤 ※2010年代の映画「江南1970」や「タクシー運転手」に使用された[6]。
- 「夜明けの雨（새벽비）」1979年、作詞・作曲:吉屋潤
- 「青い国（파란나라）」1985年、作詞:池明吉、作曲:金明坤 ※子役のチェ・ムンジョンとのデュエット。
- 「熱情（열정）」1986年、作詞:梁仁子、作曲:金熙甲

※邦題はJASRACデータより（カムスグァンを除く）

## 出演

### 映画
- 「당신만을 사랑해（朝鮮語版）」（1978年）主演
- 「第3漢江橋（朝鮮語版）」（1979年）主演
- 「멋대로 해라（朝鮮語版）」（1980年）主演

### ラジオ
KBS第2ラジオ「ヘウニとチョン・ヒョンムのオジンオ」（2009年 - ）